# Rodica Mateescu
Rodica Petrescu, épouse Mateescu (née le 13 mars 1971 à Bucarest) est une athlète roumaine spécialiste du triple saut. Elle fut quatre fois championne de Roumanie de triple saut, soit de 1994 à 1996 ainsi qu'en 1998. Elle est mariée au hurdleur Mugur Mateescu.

## Carrière

### Palmarès
| Date | Compétition                    | Lieu        | Résultat | Performance |
| ---- | ------------------------------ | ----------- | -------- | ----------- |
| 1995 | Championnats du monde en salle | Barcelone   | 9e       | 13,60 m     |
| 1995 | Championnats du monde          | Göteborg    | 5e       | 14,82 m     |
| 1997 | Championnats du monde en salle | Paris-Bercy | 4e       | 14,65 m     |
| 1997 | Mémorial Van Damme             | Bruxelles   | 2e       | 14,47 m     |
| 1997 | Championnats du monde          | Athènes     | 2e       | 15,16 m     |
| 1997 | Finale du Grand Prix IAAF      | Fukuoka     | 3e       | 14,59 m     |
| 1999 | Championnats du monde en salle | Maebashi    | 9e       | 14,04 m     |

### Records
| Épreuve                   | Performance | Lieu     | Date            |
| ------------------------- | ----------- | -------- | --------------- |
| 100 mètres haies          | 14 s 12     | Inconnu  | 1989            |
| Saut en longueur (indoor) | 6,36 m      | Bucarest | 21 janvier 1996 |
| Triple saut               | 15,16 m     | Athènes  | 4 août 1997     |